# 柘植清広
柘植 清広（つげ きよひろ、天文9年（1540年） - 寛永6年8月22日（1629年10月8日））は、戦国時代から江戸時代初期にかけての旗本。柘植氏当主。通称は三之丞。法名は宗伯。父は柘植宗家、兄は柘植宗能。養子に柘植宗次。
鉄砲に秀で、威風流砲術を開く。天正伊賀の乱に際し、徳川家康に接近する。本能寺の変発生時、堺にいた家康が伊賀越えを決行すると、信楽と伊勢国白子間を一族で警護した。
関ヶ原の戦いで活躍して甲賀郡300石を賜り、慶長8年（1603年）には伏見城の城番を務める。慶長19年（1614年）の大坂の陣では、松平正綱の仰せにより鉄砲隊を率いた。後に幕府旗本となる。元和8年（1622年）に致仕し、寛永6年（1629年）に90歳で死去した。